# Autosticha pachysticta
Autosticha pachysticta is een vlinder uit de familie van de dominomotten (Autostichidae) (Oecophoridae). De wetenschappelijke naam van de soort is, als Semnolocha pachysticta, voor het eerst geldig gepubliceerd in 1936 door Meyrick.